# Nina Flohr
Pour les articles homonymes, voir Flohr.
Nina Flohr (en grec moderne : Νινα Φλοηρ), princesse de Grèce et de Danemark, née le 22 janvier 1987 à Saint-Moritz, est une femme d'affaires suisse et une personnalité du gotha, en tant qu'épouse du prince Phílippos de Grèce.

## Biographie

### Famille
Nina Nastassja Flohr est la fille unique de l'homme d'affaires et pilote automobile suisse Thomas Flohr (1960) et de son ex-épouse d'origine tchèque Katharina Konečný, ancienne directrice de création chez Fabergé et rédactrice en chef de la version russe de Vogue. Elle a une demi-sœur prénommée Sophia, du côté de sa mère.
Ses parents ayant divorcé pendant sa petite enfance, Nina déménage en 2001 à Londres, où sa mère a accepté un poste de rédactrice en chef de la rubrique joaillerie à Tatler. Elle étudie ensuite en Angleterre et aux États-Unis,.

### Carrière professionnelle
Longtemps directrice de la création chez VistaJet (en), la société de son père, Nina Flohr inaugure, en septembre 2020, un vaste complexe hôtelier sur l'île de Benguerra, au Mozambique. Nommé Kisawa Sanctuary, il s'agit du premier hôtel imprimé en 3D.

### Vie sentimentale
En 2018, Nina Flohr fait la connaissance du prince Phílippos de Grèce et les deux jeunes gens commencent à se fréquenter. La même année, ils apparaissent ensemble au mariage de la princesse Eugenie d'York. Un an plus tard, on les retrouve au mariage du prince Jean-Christophe Napoléon. Finalement, Nina et Phílippos se fiancent officiellement sur l'île d'Ithaque, en Grèce, durant l'été 2020.
Le 12 décembre 2020, Nina Flohr épouse civilement, à Saint-Moritz, en Suisse, le prince Phílippos. En raison de la pandémie de Covid-19, le mariage se déroule dans la plus stricte intimité et seuls sont présents le père de Nina et l'ex-roi des Hellènes Constantin II. Le mariage religieux a lieu le 23 octobre 2021 à la cathédrale métropolitaine d'Athènes. Outre les membres de l'ancienne dynastie grecque, sont notamment présents la reine émérite Sophie d'Espagne, l'infante Elena, le prince Christian de Hanovre, la princesse Benedikte de Danemark, la princesse Beatrice et son époux Edoardo Mapelli Mozzi, ainsi que la princesse Eugenie et son époux Jack Brooksbank.

## Titres et honneurs

### Titulature
- Depuis le 23 octobre 2021 : Son Altesse Royale la princesse Nina de Grèce et de Danemark (mariage).

### Honneurs
Nina Flohr est :
- Dame grand-croix de l'ordre des Saintes-Olga-et-Sophie (12 décembre 2020).